# Deadland
Deadland è il sesto singolo della gothic metal band norvegese Theatre of Tragedy, pubblicato il 1º settembre 2009 come anteprima dell'album Forever is the World, da cui è stato estratto. Le due canzoni che lo compongono, entrambe contenute nell'album, sono stati anche i primi due sample a comparire sul sito ufficiale della band in anticipazione del nuovo materiale.

## Tracce
1. Deadland – 4:40
2. Hide And Seek – 5:24

## Formazione

### Gruppo
- Raymond Istvàn Rohonyi - voce maschile
- Nell Sigland - voce femminile
- Vegard K. Thorsen - chitarra
- Frank Claussen - chitarra
- Lorentz Aspen - tastiere
- Hein Frode Hansen - batteria

### Altri musicisti
- Magnus Westgaard - basso